# A Hókirálynő (mese)
A Hókirálynő a dán Hans Christian Andersen 1844-ben megjelent, hét fejezetre osztott meséje. Témái a Jó és Rossz közötti harc, az érzelmek és a racionalitás ellentéte, a barátság, a felnőtté válás, a keresztény ideológia térnyerése a régi természeti vallásokkal szemben. Az író leghosszabb és egyik legismertebb meséje; számos filmet, színdarabot, könyvet ihletett.

## Keletkezése
Andersen 1844. december 5. és 12. között írta meg a Hókirálynőt. Gyermekkorának több emlékét, élményét beleszőtte: Kay és Gerda házai az író odensei otthonát idézik, a „fehér méhek rajzása” pedig egy téli emléken alapul. Magát a Hókirálynő karakterét Jenny Lind svéd operaénekesnő (1820–1887) ihlette, aki iránt Andersen romantikus érzelmeket táplált. A hölgy elutasította az író közeledését, és ez arra ösztönözte Andersent, hogy róla mintázza a rideg, szívtelen királynő alakját. A Lind iránti viszonzatlan szerelem ihlette részben A rút kiskacsa és A fülemüle meséket is.
A történet alapjául az ismert norvég Keletre a Naptól, Nyugatra a Holdtól népmese szolgált, melyet Andersen valószínűleg nagyanyjától hallott. Legelőször az 1844. december 21-én kiadott Nye Eventyr. Første Bind. Anden Samling. 1845 (Új mesék. Első kötet. Második gyűjtemény. 1845) könyvben jelent meg.

## Cselekménye
A történet elején egy gonosz manó, maga az ördög, egy tükröt készít, mely a jó dolgokat eltorzítva, a rosszakat felnagyítva mutatja. Miután inasaival együtt körbehordozza a világon, az égbe is fel akar repülni a tükörrel, azonban leejti és széttörik. A tükörszilánkok emberek szemébe, szívébe kerülnek, akik ettől mindennek a fonákját látják, és gonoszak lesznek. Egyik ilyen áldozat Kay, aki elutasító és gáncsoskodó lesz, egy téli napon pedig szánkóját a Hókirálynő szánja után köti, és elmegy annak kastélyába, ahol elfelejti korábbi életét és barátait.
Játszótársa, Gerda, Kay keresésére indul. Útján emberek, állatok, virágok segítik, vagy éppenséggel akadályozzák. Először egy öreg varázslónőhöz kerül, majd egy királyi kastélyban látják vendégül, később pedig haramiák ejtik fogságba. Végül rénszarvasháton eléri a Hókirálynő palotáját a messzi északon. Könnyei kimossák Kay szívéből a tükörszilánkot, visszaadva a fiú emlékezetét és öntudatát, és együtt indulnak haza.

## Feldolgozásai
A Hókirálynőt több alkalommal filmesítették meg; ezen felül számos filmet, színházi művet, regényt, képregényt, zenealbumot ihletett. Ezek közül egyik legismertebb a 2013-as Jégvarázs.

## Külső hivatkozások
- Vachott Sándorné fordításában; 1871. mek.oszk.hu. (Hozzáférés: 2019. december 12.)
- Rab Zsuzsa fordításában; 1983. mek.oszk.hu. (Hozzáférés: 2019. december 12.)